# Princípio de Dirichlet
Em matemática, o princípio de Dirichlet em teoria do potencial estabelece que, se a função u(x) é a solução para a equação de Poisson
{\displaystyle \Delta u+f=0\,}
sobre um domínio {\displaystyle \Omega } de {\displaystyle \mathbb {R} ^{n}} com condição de contorno
{\displaystyle u=g{\text{ on }}\partial \Omega ,\,}
então u pode ser obtido como o mínimo da energia de Dirichlet
{\displaystyle E[v(x)]=\int _{\Omega }\left({\frac {1}{2}}|\nabla v|^{2}-vf\right)\,\mathrm {d} x}
entre todas as funções duas vezes diferenciáveis {\displaystyle v} tal que {\displaystyle v=g} em {\displaystyle \partial \Omega } (desde que exista pelo menos uma função que faça a integral de Dirichlet finita). Este conceito é nomeado em homenagem ao matemático alemão Lejeune Dirichlet.
Uma vez que a integral de Dirichlet é delimitada a partir de baixo, a existência de um ínfimo é garantida. Ínfimo este que é atingido como foi demonstrado por Riemann (que cunhou o termo princípio de Dirichlet) e outros até Weierstrass que apresentou um exemplo de um funcional que não atingia o mínimo. Hilbert, mais tarde, justificou a utilização de Riemann do princípio de Dirichlet .